# Triumph Herald
El Triumph Herald es un pequeño automóvil de dos puertas presentado por Standard-Triumph de Coventry en 1959 y fabricado hasta 1971. Diseñado por el estilista italiano Giovanni Michelotti, se ofreció con carrocerías sedán, convertible, cupé, familiar y furgoneta, este último tipo comercializado como Triumph Courier.
Las ventas totales del Herald ascendieron a más de medio millón de unidades. Los modelos Triumph Vitesse, Spitfire y GT6 estaban todos basados en el chasis y en el tren de rodaje modificados del Herald, con carrocerías atornilladas.

## Herald & Herald S (948cc)

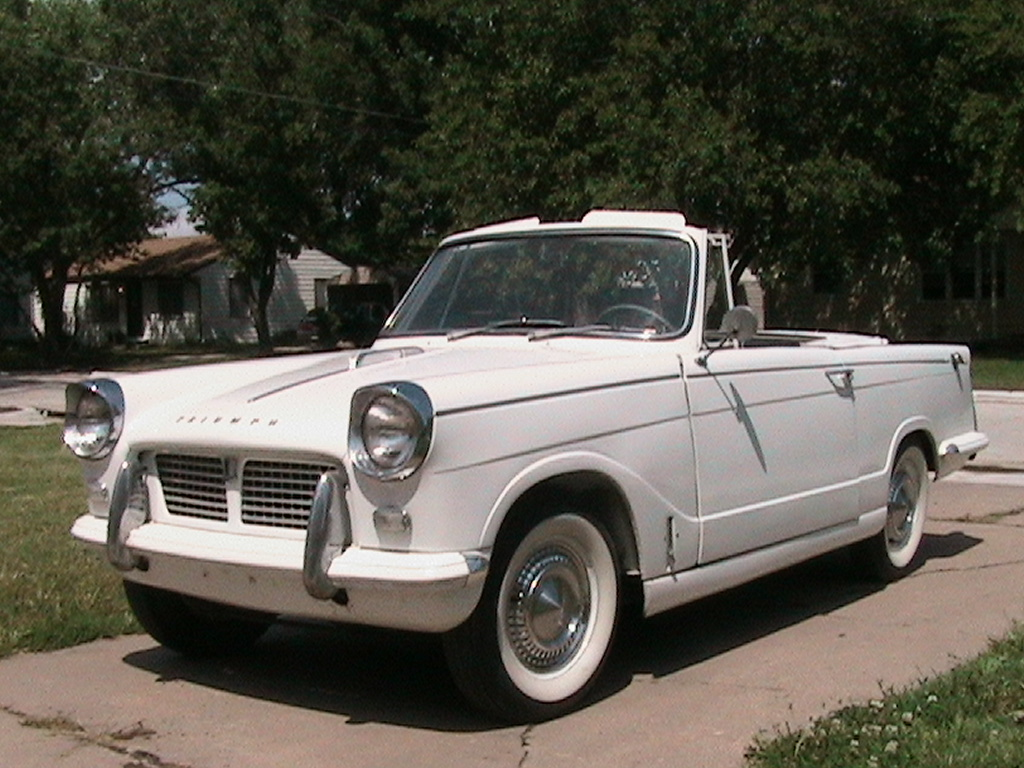
Triumph Herald 948 Convertible (1962)

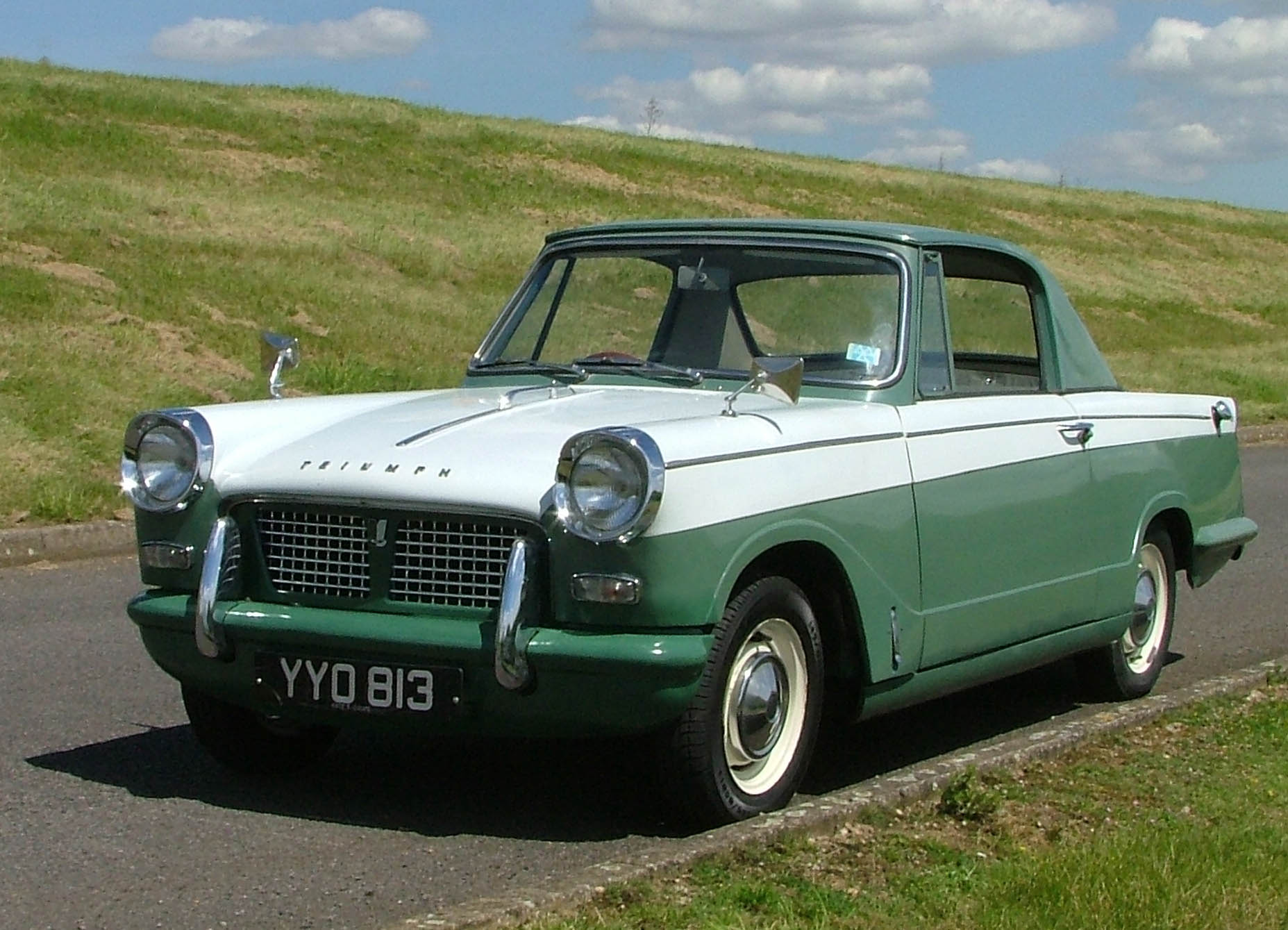
Triumph Herald 948 Cupé

Hacia finales de la década de 1950, Standard-Triumph ofreció la gama de  deportivos biplaza Triumph junto con sus berlinas Standard, la Standard Eight y la Standard Ten, impulsadas por un pequeño motor de cuatro cilindros en línea (de 803 cc o de 948 cc), que a finales de la década de 1950 tenía prevista su actualización. Por tanto, Standard-Triumph empezó a trabajar en el Herald. La elección del nombre Herald sugiere que el automóvil originalmente estaba destinado a comercializarse como estándar, ya que se ajusta al esquema de nomenclatura de modelos de la época (Ensign, Pennant y el propio Standard). Pero en 1959 se pensó que la denominación Triumph tenía más valor de marca, y el nombre de Standard se eliminó de los coches de la firma en Gran Bretaña después de 1963.
Giovanni Michelotti recibió el encargo de diseñar el automóvil para Standard-Triumph, alentado por el ingeniero jefe Harry Webster, y rápidamente produjo diseños para una berlina de dos puertas con una gran área de vidrio que brindaba un 93% de visibilidad panorámica en la variante berlina, adoptando el estilo "filo de navaja" al que muchos fabricantes estaban recurriendo. Cuando Fisher & Ludlow (proveedor de carrocerías para Standard-Triumph hasta entonces) se convirtió en parte del fabricante rival British Motor Corporation, dejó de cooperar con Standard-Triumph. Entonces se decidió que el automóvil debería tener un chasis separado en lugar de adoptar la construcción monocasco más nueva. El bloque principal de la carrocería estaba atornillado al chasis y toda la parte delantera se sujetó con bisagras hacia adelante para permitir el acceso al motor. Todos los paneles (incluidos los umbrales y el techo) podían desatornillarse del automóvil para que se pudieran construir fácilmente diferentes estilos de carrocería sobre el mismo chasis. Como adición a los modelos cupé y berlina originales, se introdujo un convertible en 1960.
El Standard Pennant utilizó un motor Standard SC OHV  de 4 cilindros y 948 cc, con una transmisión manual de 4 velocidades sincronizada en las tres marchas superiores impulsando un sistema de tracción trasera. La mayoría de las piezas del motor se utilizaron anteriormente en el Stándar 8/10. Una dirección con cremallera proporcionó al Herald un reducido radio de giro de 25 pies (7,6 m). Se instaló suspensión delantera de doble horquilla y muelles helicoidales, mientras que la suspensión trasera, una novedad en Triumph, ofrecía muelles independentes "limitados" a través de una ballesta transversal única atornillada a la parte superior de la unidad de transmisión final y a un eje oscilante.
Los instrumentos estaban limitados a un solo velocímetro grande, con indicador de nivel de combustible en el sedán (estaba disponible un indicador de temperatura como opción) en un tablero de fibra gris prensado. El salpicadero del cupé estaba equipado con velocímetro, indicadores de combustible y temperatura, junto con una guantera con cerradura. El automóvil tenía alfombras tejidas y calefacción de serie. Había una serie de extras disponibles, incluidos dos carburadores SU, asientos de cuero, un panel de instrumentos chapado en madera, amortiguadores Telaflo y distintas opciones de pintura.
A finales de 1958, los prototipos se sometieron a una prueba de funcionamiento en un recorrido desde Ciudad del Cabo hasta Tánger. El relato del viaje fue embellecido por el servicio de relaciones públicas de Standard-Triumph en eaquel momento. Después de la prueba, solo se consideraron necesarios cambios menores entre el prototipo y los coches de producción en serie. El nuevo automóvil se presentó en el Royal Albert Hall de Londres el 22 de abril de 1959, pero no fue un éxito de ventas inmediato, en parte debido a su costo relativamente alto, cercano a las 700 libras esterlinas (incluido el 45 por ciento del impuesto de adquisición). En la forma básica de un solo carburador, el automóvil disponía de 34,5 HP (26 kW), potencia similar a la del promedio de sus competidores en términos de rendimiento. Una berlina probada por la revista The Motor en 1959 tenía una velocidad máxima de 70,9 mph (114,1 km/h) y podía acelerar de 0 a 60 mph (96,6 km/h) en 31,1 segundos. Se registró un consumo de combustible de 34,5 millas por galón imp (8,2 L/100 km).
La suspensión trasera fue criticada por ofrecer una conducción deficiente en condiciones extremas, aunque el modelo se consideró fácil de conducir por su buena visibilidad, dirección ligera (con el radio de giro más pequeño de cualquier automóvil de serie), mandos suaves y facilidad de reparación.
Una variante del Herald S se introdujo en 1961 con un nivel de equipamiento más bajo y menos cromados que el Herald. Se ofreció solo en forma de sedán.
Los modelos Herald Cupé y Convertible de 948 cc dejaron de fabricarse en 1961, el Herald Saloon de 948 cc en 1962 y el Herald S en 1964.

## Herald 1200
Standard-Triumph experimentó dificultades financieras a principios de la década de 1960 y fue adquirida por Leyland Motor Corporation en 1961. Esto liberó nuevos recursos para desarrollar el Herald y el coche se relanzó en abril de 1961 con un motor de 1147 cc como Herald 1200. El nuevo modelo presentaba parachoques cubiertos de goma, un tablero laminado de madera y asientos mejorados. También se reforzó el control de calidad. Los carburadores gemelos ya no se instalaron en ninguno de los modelos de serie, aunque siguieron siendo una opción, siendo el estándar un carburador Solex de tiro descendente único. La potencia máxima declarada del Herald 1200 era de 39 HP (29,1 kW), en comparación con los 34,5 HP (25,7 kW) anunciados para el modelo de 948 cc. Un mes después del lanzamiento del Herald 1200, se añadió a la gama un familiar de 3 puertas. Los frenos de disco se convirtieron en una opción desde 1962.
Las ventas se recuperaron a pesar de la creciente competencia del Mini y del Ford Anglia. El cupé se eliminó de la gama a finales de 1964, ya que para entonces competía directamente con el Triumph Spitfire.

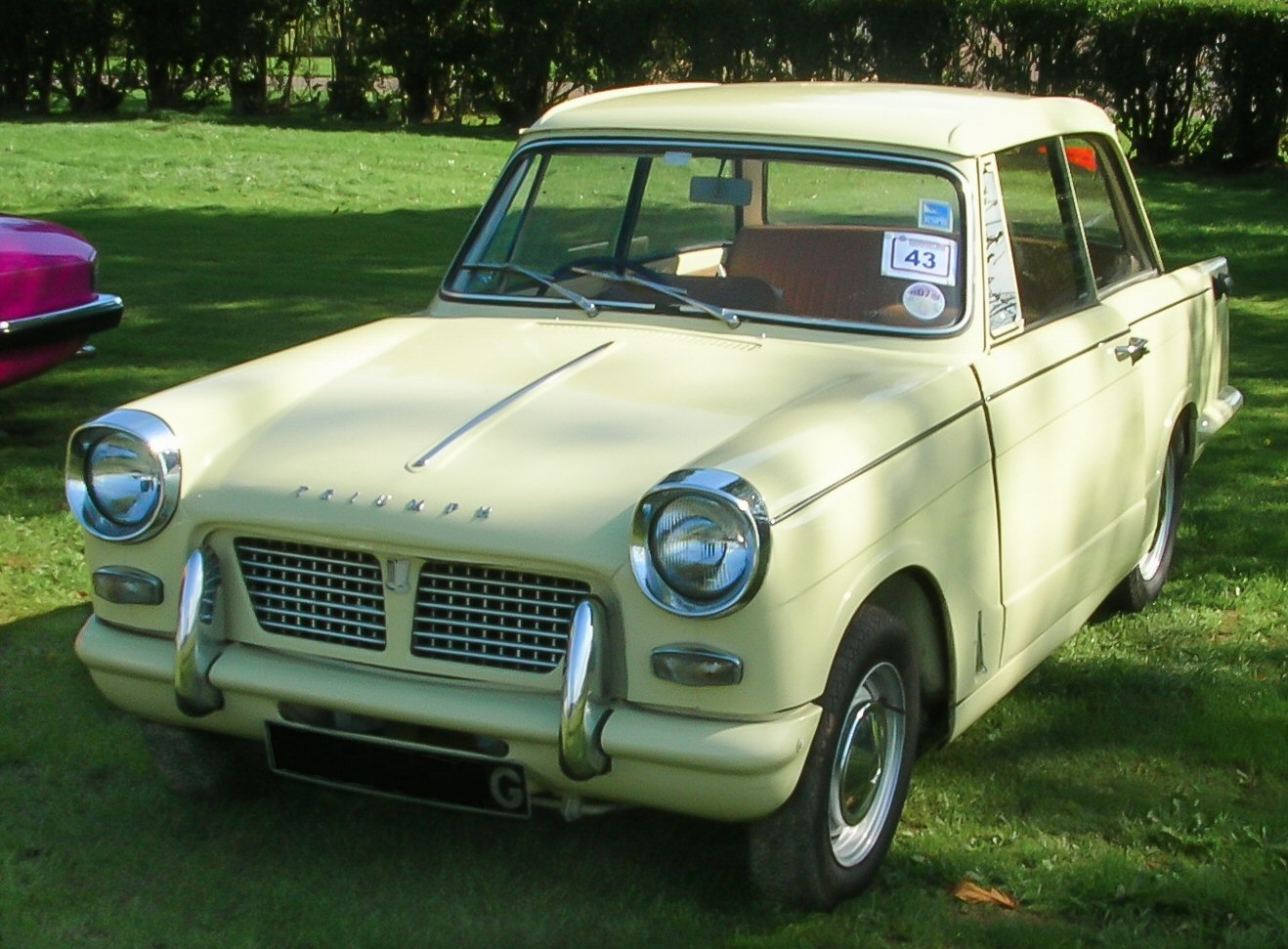
Triumph Herald 1200 Sedán
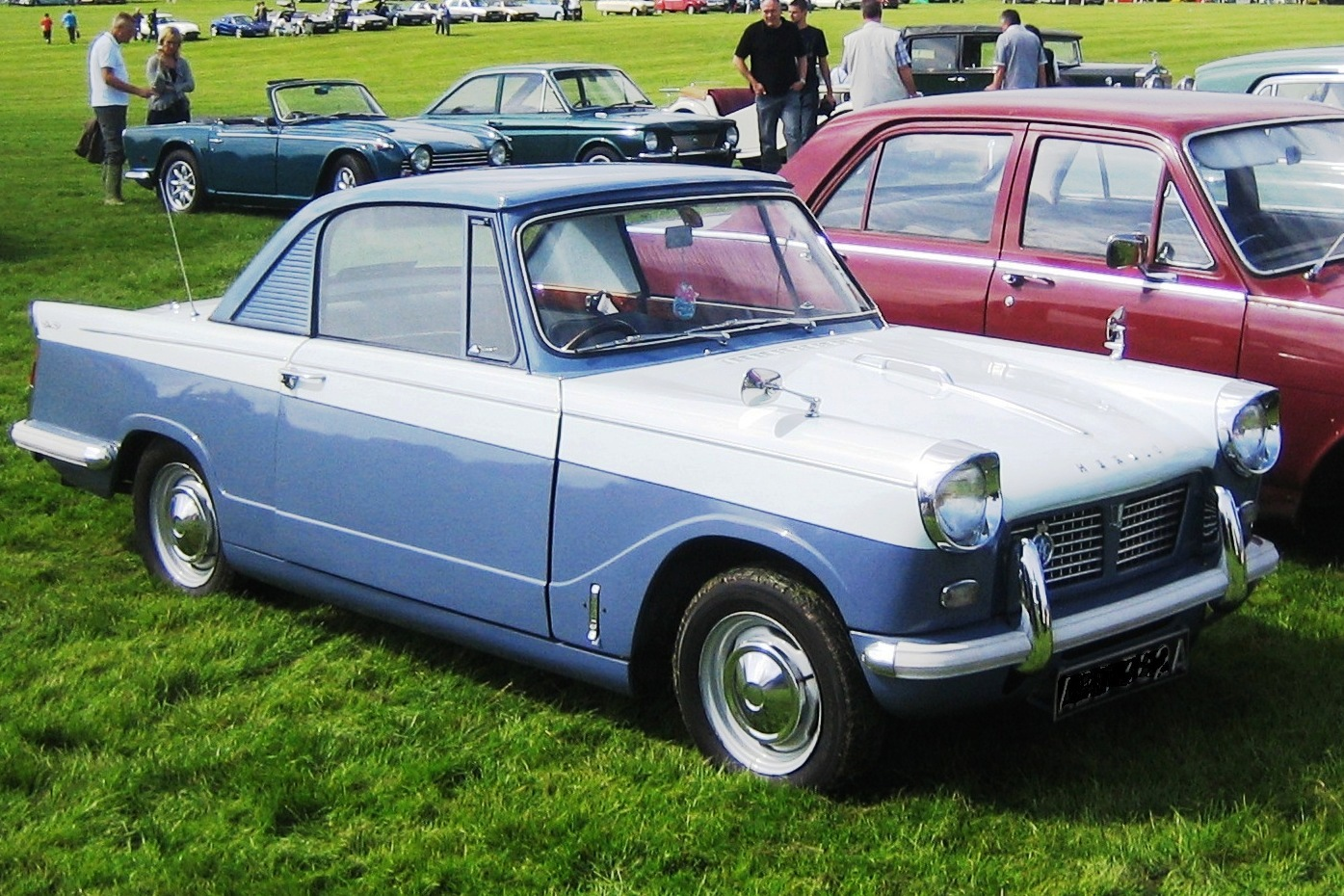
Triumph Herald 1200 Cupé
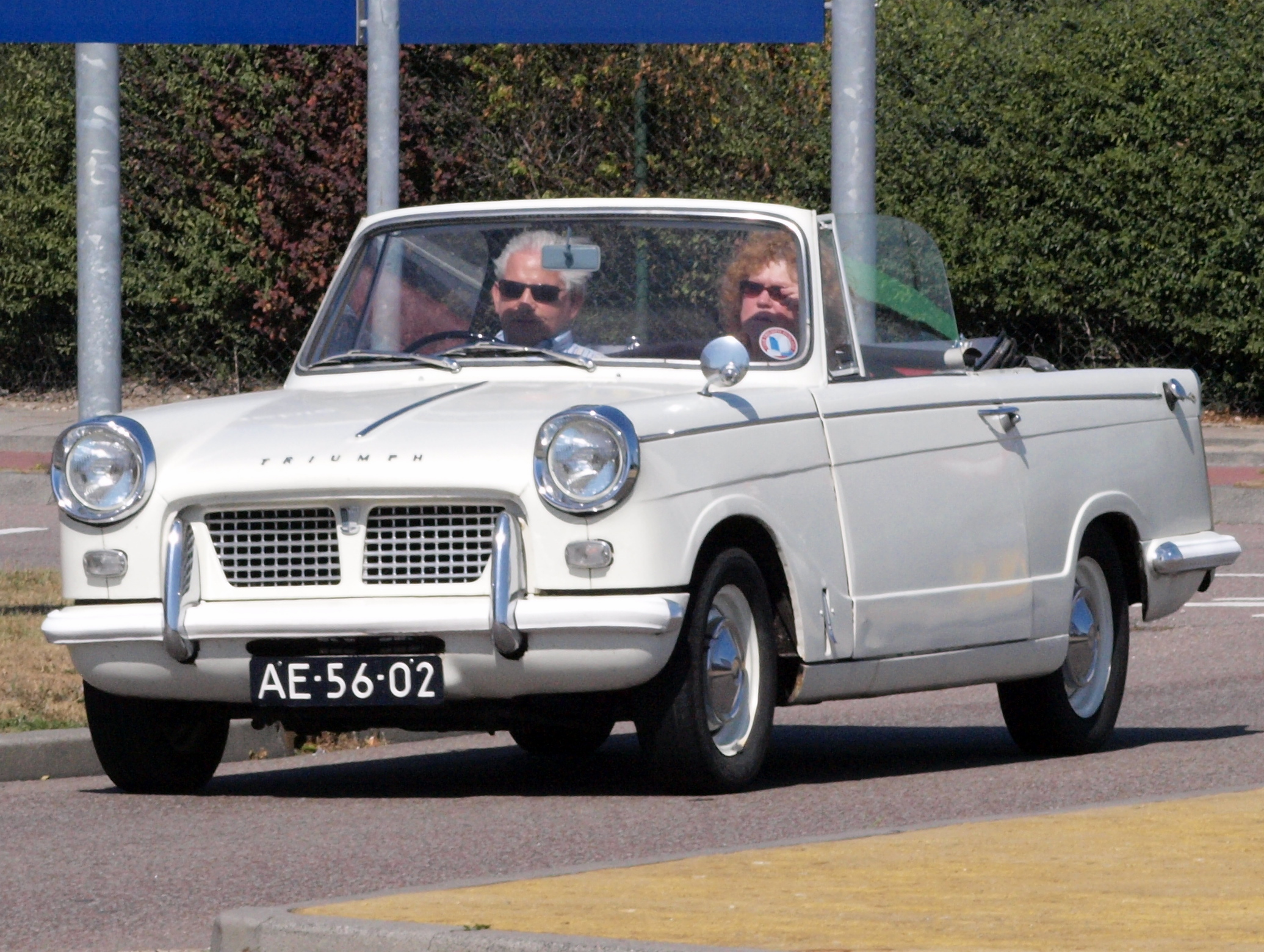
Triumph Herald 1200 Convertible
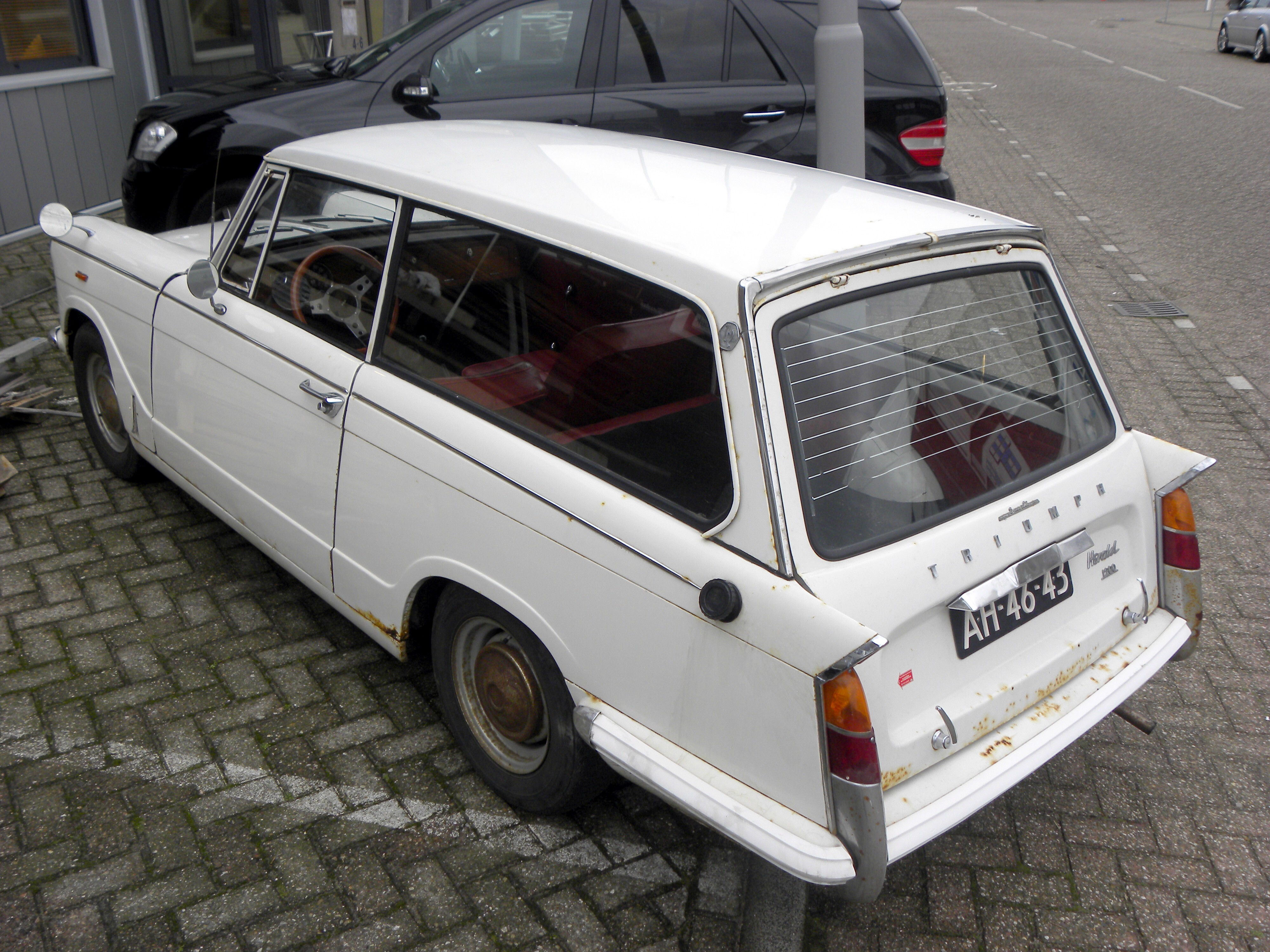
Triumph Herald 1200 Familiar

## Furgoneta de mensajería
La furgoneta Triumph Courier, un Herald familiar con paneles en lugar de las ventanas laterales traseras, se produjo desde 1962 hasta 1966, pero se abandonó debido a las malas ventas. La producción en Inglaterra cesó a mediados de 1964. El montaje de kits de ensamblaje por parte de MCA en Malta continuó hasta finales de 1965, al menos. El Courier estaba propulsado por el motor de 1147 cc.

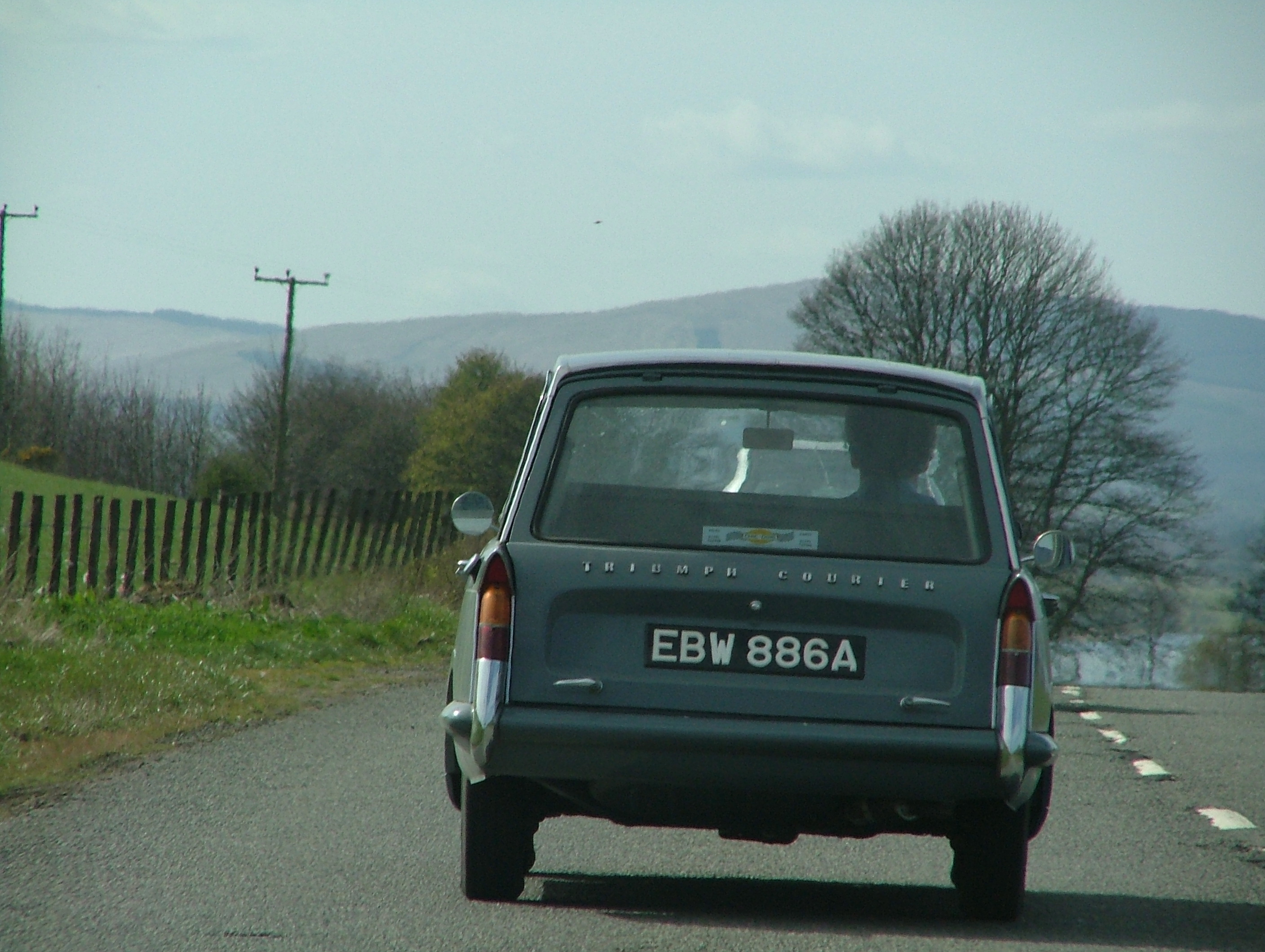
Triumph Courier
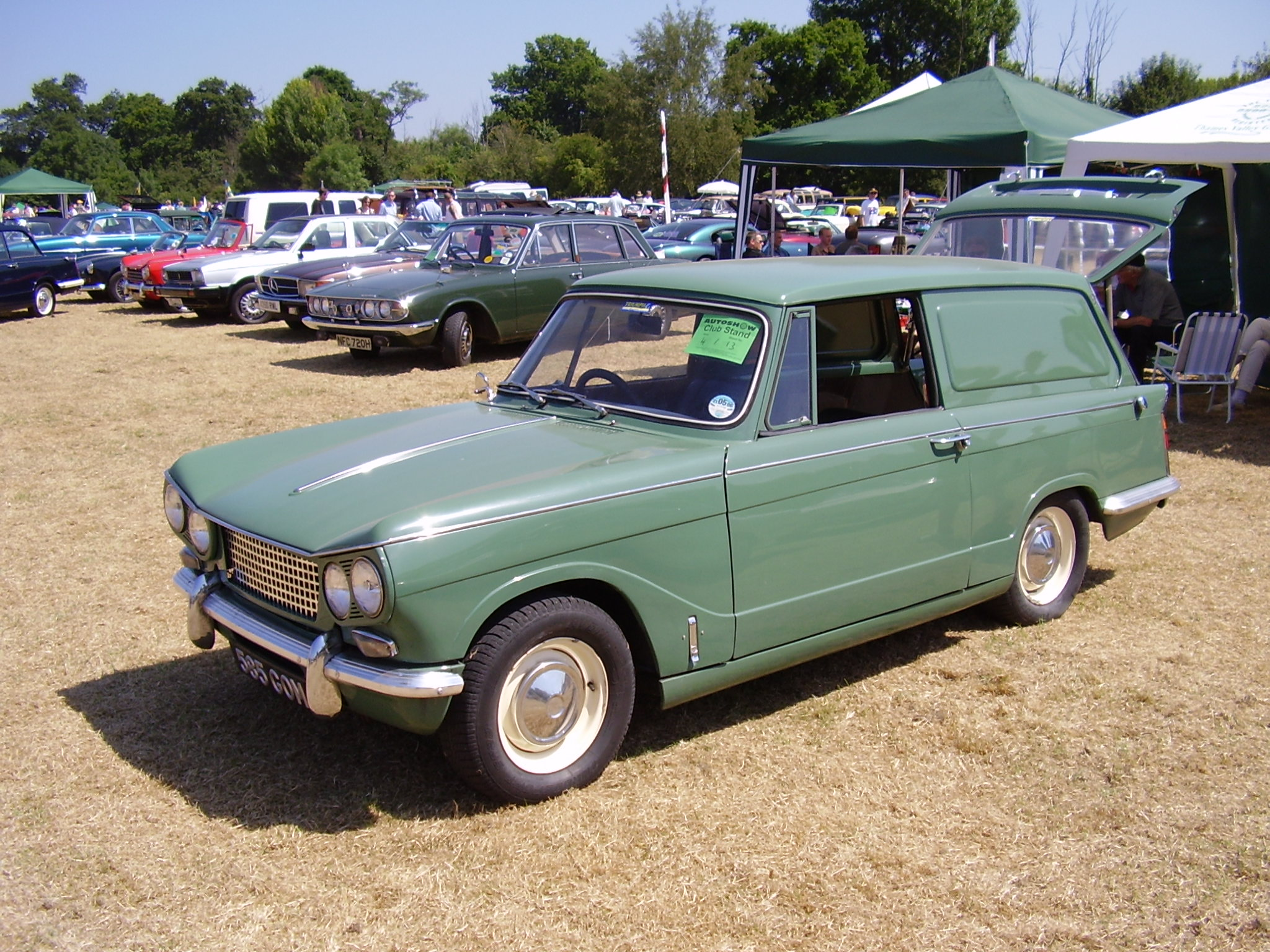
Triumph Courier furgoneta con el frontal de un Triumph Vitesse

## Herald 12/50
Se ofreció una versión de lujo, el Herald 12/50, de 1963 a 1967. Presentaba un motor preparado con una potencia de 51 HP (38 kW) en lugar de los 39 anteriores, junto con un techo corredizo de tela de vinilo deslizante (Webasto) y frenos de disco delanteros como estándar. El 12/50, que se ofreció solo como un sedán de 2 puertas, estaba equipado con una rejilla de aluminio de barrotes finos.
La potencia del 1200, que se mantuvo en producción junto con el 12/50, se incrementó posteriormente a 48 bhp.

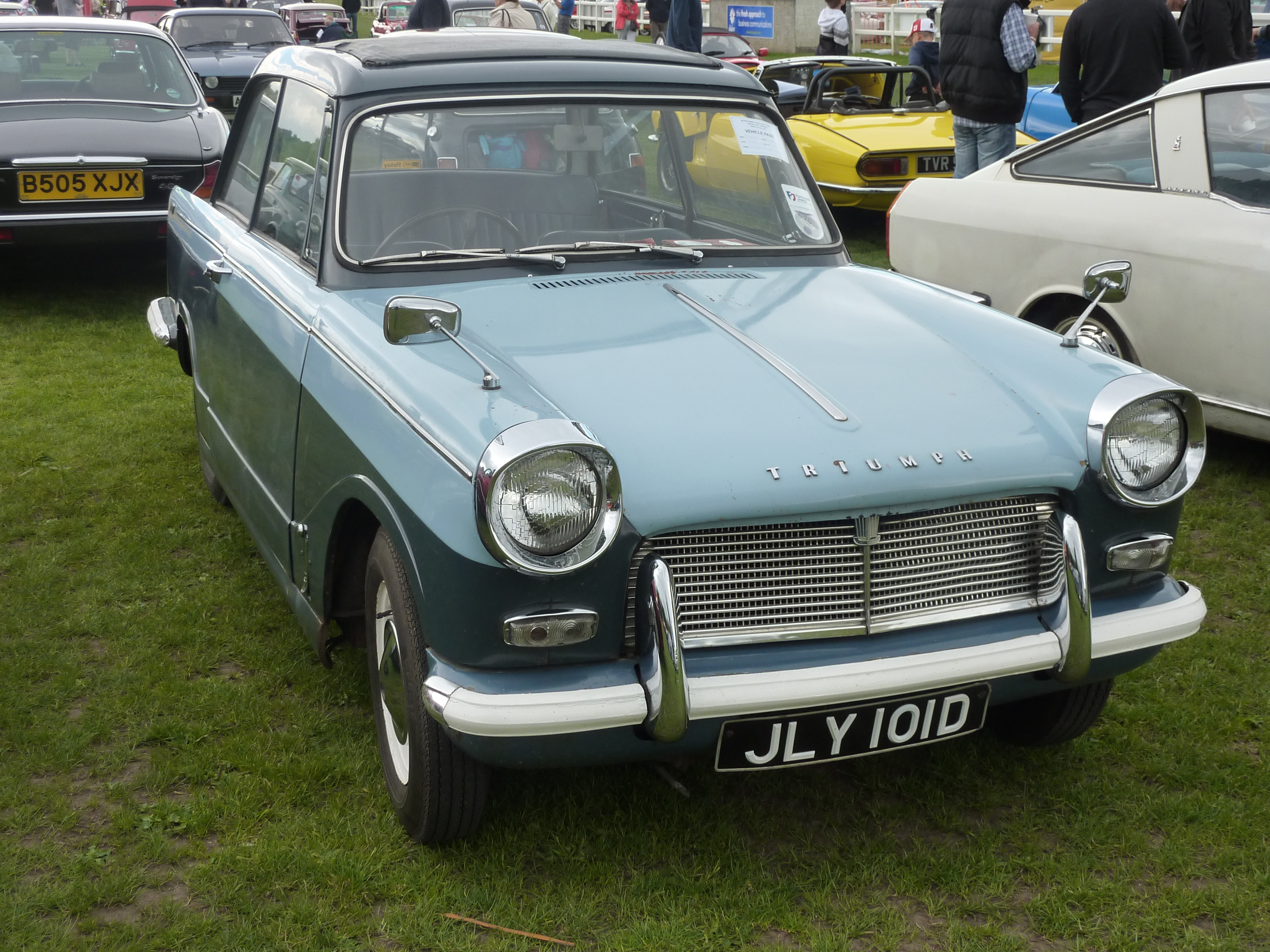
Triumph Herald 12/50
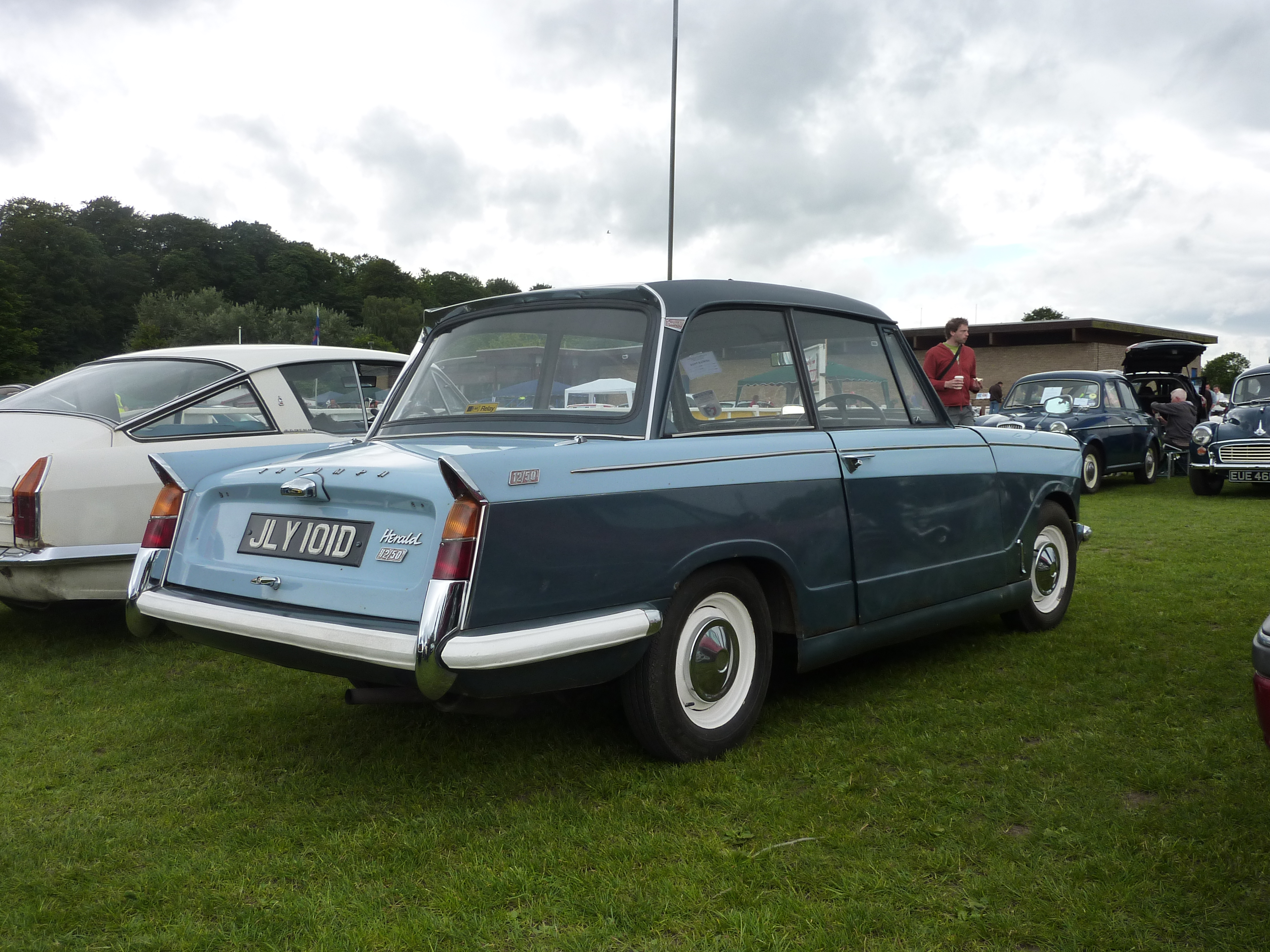
Triumph Herald 12/50
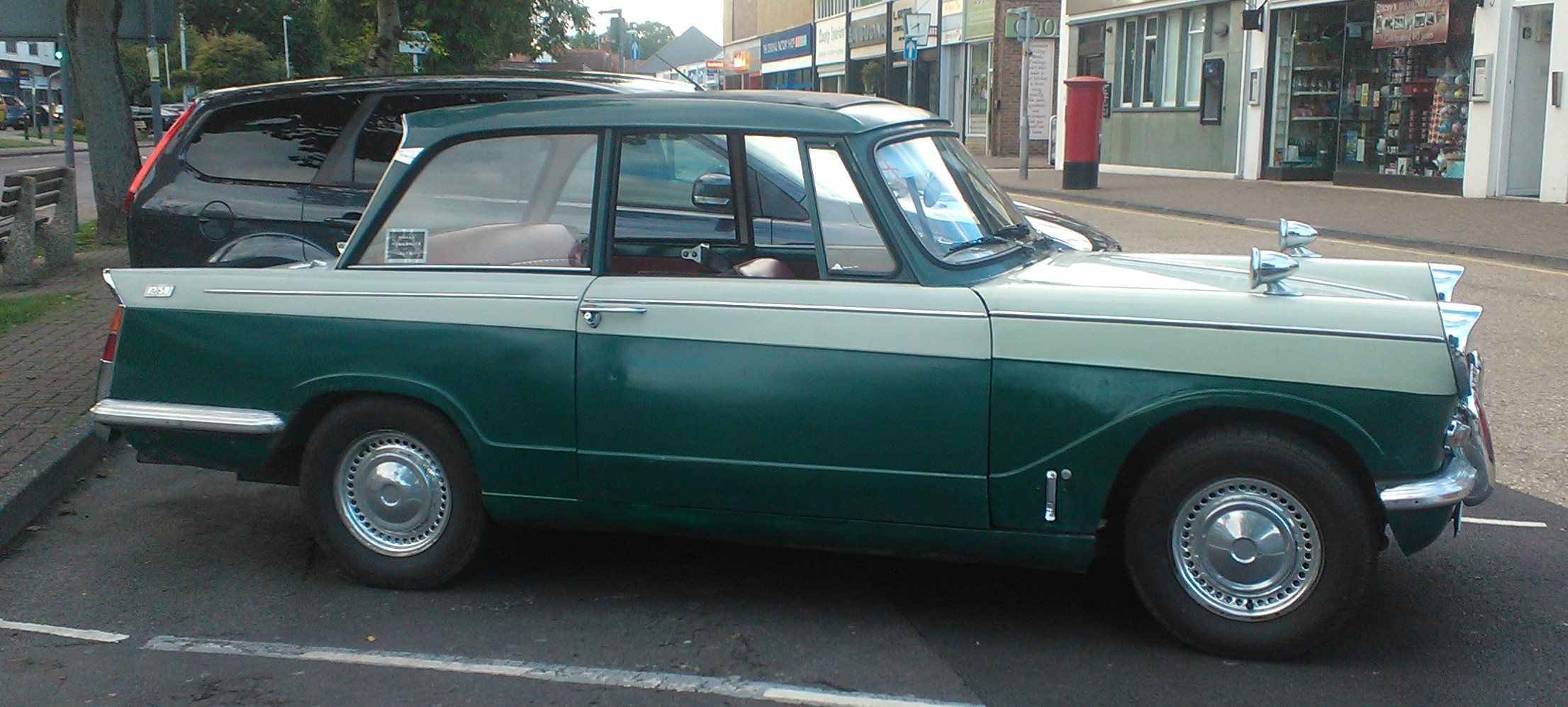
Triumph Herald 12/50 fotografiado en 2013

## Herald 13/60
En octubre de 1967, la gama se actualizó con la introducción en el Salón de Londres del Herald 13/60. Se ofreció en versiones sedán, convertible y familiar. El techo corredizo permaneció disponible para la berlina como un extra opcional en lugar de una característica estándar. La parte delantera se rediseñó utilizando un capó similar al del Triumph Vitesse y el interior se revisó sustancialmente, aunque todavía presentaba el tablero de madera. El espacio interior se mejoró al empotrar un apoyabrazos trasero en cada panel lateral. El motor se amplió a 1296 cc, esencialmente la unidad empleada desde 1965 en el Triumph 1300, equipado con un carburador Stromberg CD150, que ofrecía 61 HP (45 kW) y un rendimiento mucho mejor. En esta forma (aunque la berlina 1200 se vendió simultáneamente hasta finales de 1970), el Herald Sedán se mantuvo en producción hasta diciembre de 1970 y el Convertible y el Familiar hasta mayo de 1971, momento en el que, con un estilo considerablemente anticuado, había sobrevivido a la introducción del Triumph 1300 Sedán, el automóvil diseñado para reemplazarlo. El Herald todavía se vendía razonablemente bien, pero debido a su método de construcción intensivo en mano de obra, se vendía con pérdidas.

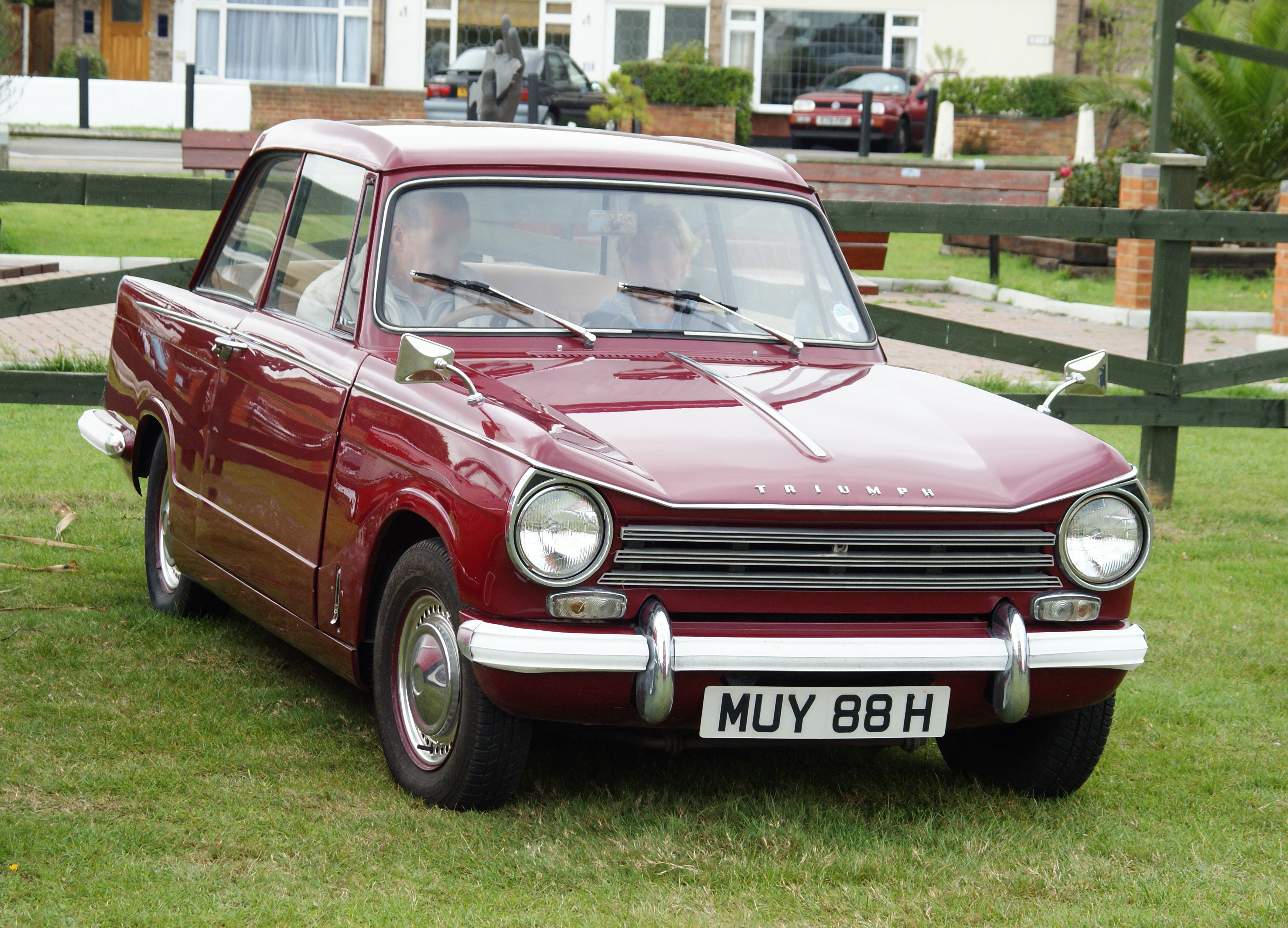
Triumph Herald 13/60 Sedán
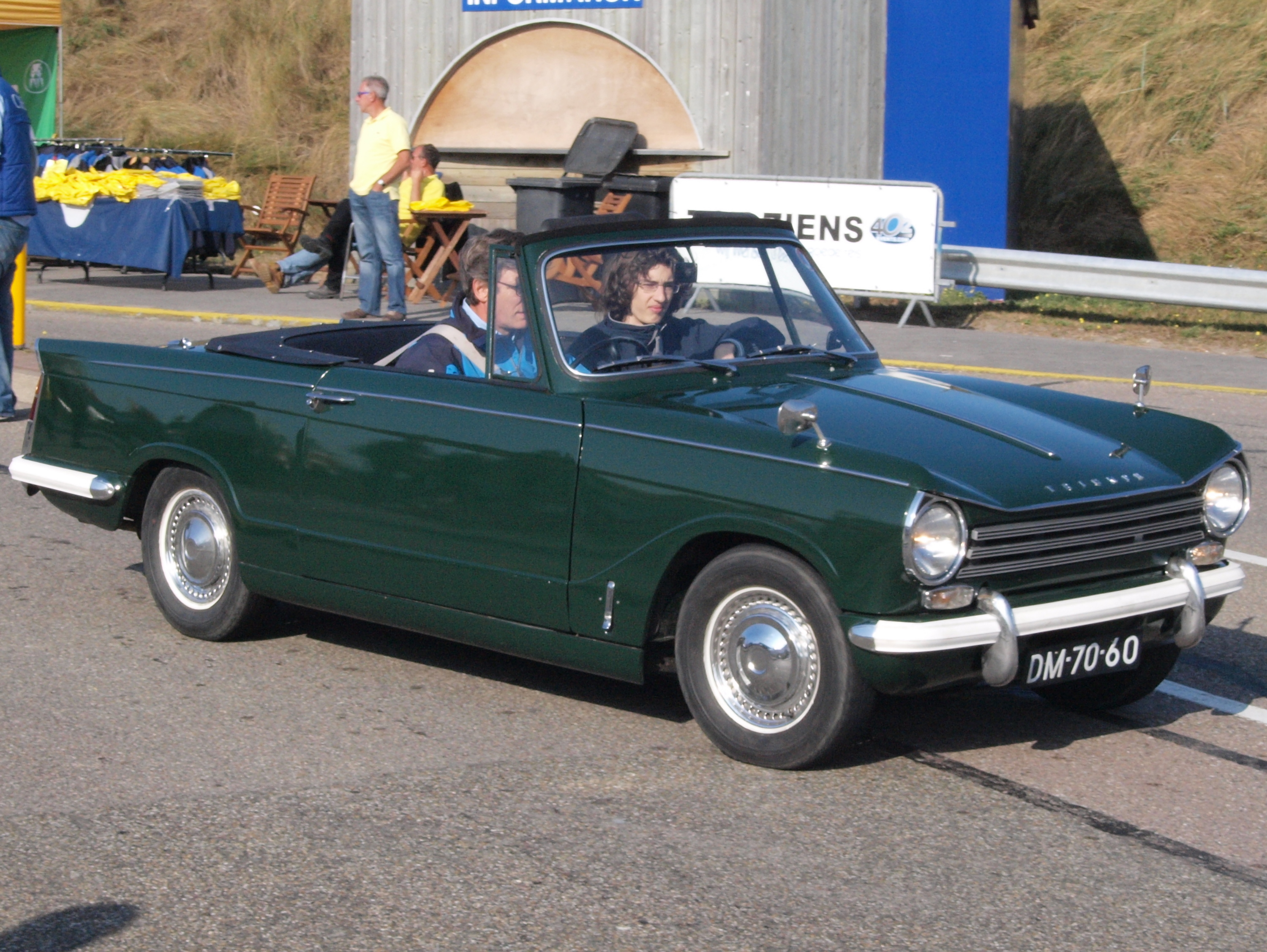
Triumph Herald 13/60 Convertible
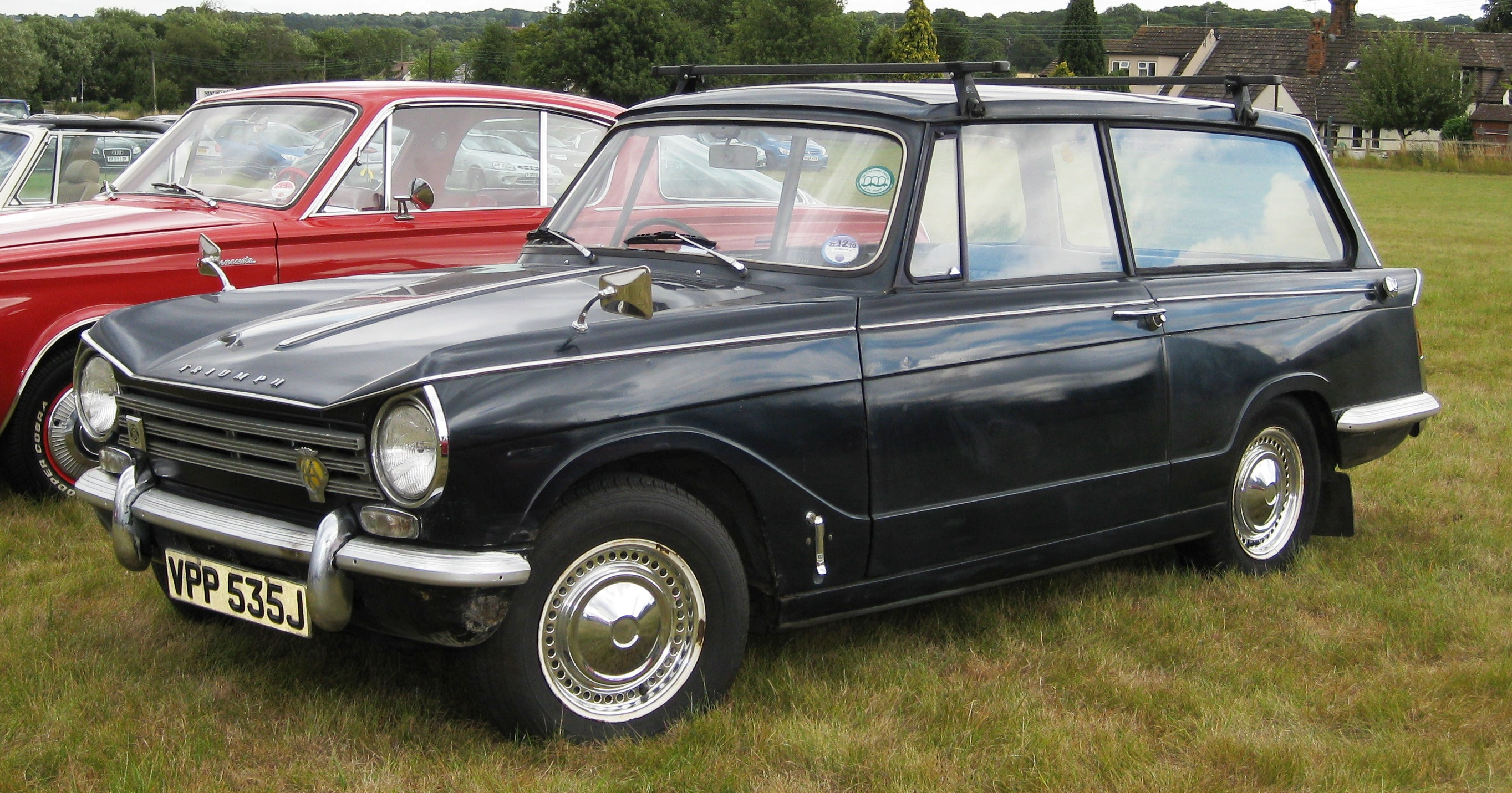
Triumph Herald 13/60 Familiar

## Unidades preservadas
Los primeros coches con motor de 948 cc son raros, los convertibles y cupés son especialmente buscados. Las cifras actuales registran solo 486 ejemplares conservados del primer modelo (con motor de 948 cc), de los que 269 son cupés. El salón del automóvil de Earls Court de 1959 utilizó un Triumph Herald Cupé seccionado por la mitad. Este coche se conserva y se puede ver en el Museo del Transporte de Coventry, sumando 0,5 al número total de Triumph Herald Cupés de 948 cc supervivientes conocidos. Los cupés restantes (de 948 cc) están distribuidos por todo el mundo, muchos en Australia, Malta, Nueva Zelanda y EE. UU. Del mismo modo, se exportaron en su mayoría modelos convertibles, de los cuales, se sabe que todavía existen solo 64. Los modelos posteriores, como los modelos 1200 y 13/60, son más numerosos.

## Producción internacional
Los Triumph Herald se exportaron y ensamblaron en varios países, y el chasis separado se usó como plantilla para ensamblar kits exportados desde Coventry. Estos coches se denominaron CKD - coches completos Knock Down.

### India
En la década de 1960, Standard Motor Products de Chennai, India, fabricó Triumph Herald con el motor básico de 948 cc con el nombre de Standard Herald, y finalmente con modelos adicionales sedán de cuatro puertas y modelos familiares de cinco puertas exclusivamente para el mercado indio. En 1971 se introdujo un sedán de cuatro puertas rediseñado basado en el Herald llamado Standard Gazel, que usaba el mismo motor de 948 cc pero con el eje cambiado al del Toledo, ya que el "basculante" del Herald no podía hacer frente a las carreteras de algunas zonas del interior de la India. La producción del Gazel se suspendió en 1977.

### Australia
El Herald fue producido en Australia por Australian Motor Industries desde 1959 hasta 1966 con una producción total de 14.975 unidades. La producción incluía un modelo 12/50, que a diferencia de su homónimo británico se ofrecía tanto en carrocería sedán como cupé. Presentaba el capó y los cuatro faros en ángulo del Triumph Vitesse y se comercializaba como Triumph 12/50, sin las insignias del Herald.

### Otros países
El Triumph Herald también se ensambló en Sudáfrica, Nueva Zelanda, Irlanda, Malta, en dos ubicaciones de Perú,  en Chile y en Italia, en la fábrica de bicicletas Borgo Panigale DUCATI.

## En la cultura popular
- Se utilizó un Triumph Herald en los Juegos Olímpicos de Londres 2012 durante el comienzo de la ceremonia de clausura cuando los coches desfilaron por el estadio.
- En el drama televisivo basado en la década de 1960 Heartbeat, la doctora Kate Rowan conducía un Herald verde cactus desde la serie 1 hasta la serie 5.
- En la serie de comedia televisiva Last of the Summer Wine, Edie conducía un convertible Herald rojo, restaurado por su marido Wesley.[16]
- Un Herald convertido en velero apareció en 2006 (serie 8, episodio 3) y 2007 (serie 10, episodio 2) en el programa de televisión "Top Gear".[17] conducido y navegado por James May.
- El actor Paul McGann conducía un convertible Herald 1360 blanco en la película de 1990 Paper Mask, cuando interpretó a un portero de hospital que decidió hacerse pasar por un médico.
- Aparece una mención afectuosa a un automóvil Triumph Herald Familiar en la novela Room for Us de Roger Harvey (Reino Unido 2020, ISBN 9781800318342).

## Coches basados en el Herald
El Equipe fue un automóvil producido por Bond, utilizando el chasis y los componentes del Triumph Herald.
Al tener una carrocería separada montada en un chasis, el Triumph Herald se utilizó en numerosas ocasiones como base de otros automóviles en forma de kit, como por ejemplo:
- Sussita 12 - (1968–1970) Un automóvil fabricado en Israel, producido por la compañía israelí Autocars LTD. La camioneta y el sedán Susita 12 (llamado Carmel) usaban el motor Triumph Herald 12/50.
- Sussita 13/60 - (1970-1975) Otro mldelo fabricado por Autocars LTD como camioneta de 2 puertas, sedán (llamado Carmel Ducas) y versiones pick-up. Construido sobre el chasis del Triumph Herald, utilizaba el motor y la caja de cambios del Herald 13/60.
- El "T car" de la empresa neozelandesa Alternative Cars es una "réplica" del MG TF, que sin ser una copia exacta, conserva algo del espíritu del original. Se fabricaron alrededor de 250 unidades y tienen una alta tasa de supervivencia. Su carrocería estaba fabricada en fibra de vidrio, con un capó de acero.
- Las primeras versiones del Marlin usaban componentes del Herald.
- Gentry Cars - nuevamente, basado libremente en el MG TF.
- Spartan Cars - un dos plazas abierto de estilo tradicional.
- Los coches Moss pueden estar basados en componentes de Triumph o de Ford.

El Amphicar, un vehículo anfibio diseñado y construido en Alemania, usó el mismo motor de 1147 cc que el Herald, y aunque no fue concebido por Michelotti, tiene un gran parecido con el modelo británico.

## Modelismo
- Meccano  Dinky Toys; No. 189 (producción 1959–1963), Herald 948 cc, aproximadamente a la escala 0 (1/44).[18] El Triumph Herald de Dinky Toys fue el primer modelo a escala presentado para coincidir con el lanzamiento de un automóvil real.
- Corgi No. 231 (producción 1961-1965), Herald Cupé 948 cc, aproximadamente a la escala O (1/44).[19]
- Airfix; escala 1/32. Introducido en 1967 como armable empaquetado. Actualmente disponible como set de inicio.[20]

## Lecturas relacionadas
- Ball, Kenneth (1973). Triumph Herald 1969–1971 Autobook (Second edición). Autopress. ISBN 0-85147-235-4.